# Amphiprion clarkii
Amphiprion clarkii  (лат.) — вид рыб из семейства помацентровых (Pomacentridae).

## Описание
Длина тела составляет до 15 см. Красочная рыба с яркими чёрными, белыми и жёлтыми полосами. Обычно у рыб две белые полосы, одна позади глаза, вторая перед анальным отверстием. Хвост белый или жёлтый.

## Распространение
Amphiprion clarkii имеет самое широкое из всех рыб-клоунов распространение. Он живёт в коралловых рифах Юго-Восточной Азии, от побережья северной Австралии до южной Японии, от Меланезии до северных морей Индийского океана, в Персидском заливе. Его широкое распространение объясняется долгой планктонной фазой личинок, во время которой личинки уносятся далеко морскими течениями.

## Образ жизни
Вид живёт в симбиозе с актиниями 10 видов: Cryptodendrum adhaesivum, Entacmaea quadricolor, Heteractis aurora, Heteractis crispa, Heteractis magnifica, Heteractis malu, Macrodactyla doreensis, Stichodactyla gigantea, Stichodactyla haddoni и Stichodactyla mertensii.